# Cuyahoga Valley Scenic Railroad
| Lok Nr. 6777 im September 2012 |                      |                                            |                                            |
| Die Cuyahoga Valley Scenic Railroad heute |                      |                                            |                                            |
| Streckenlänge: | 43 km                |                                            |                                            |
| Spurweite: | 1435 mm (Normalspur) |                                            |                                            |
| Maximale Neigung: | 2,5 ‰                |                                            |                                            |
| |                      |                                            |                                            |
| \| \| \| CSX Willow Industrial Track \| \| \| \| \| nach West Cleveland \| \| \| \| \| Beginn der Cuyahoga Valley Scenic Railroad \| \| \| \| 0,0 \| Rockside \| 185 m ü. M. \| \| \| \| \| \| \| \| 2,8 \| Canal Exploration Center \| Canal Exploration Center \| \| \| \| East Pleasent Valley Road \| \| \| \| \| Fitzwater Road Depot \| \| \| \| \| Brecksville-Northfield Hochbrücke \| \| \| \| 10,0 \| Brecksville \| 195 m ü. M. \| \| \| \| Chippewa Creek (35 m) \| \| \| \| \| Vaughn Ausweichstelle \| \| \| \| 16,8 \| Boston Mill \| 205 m ü. M. \| \| \| \| U. S. Route 271 \| \| \| \| \| 80 Ohio Turnpike \| \| \| \| \| Cuyahoga River (55 m) \| \| \| \| \| Ohio-Erie-Kanal Towapath Trail \| \| \| \| 20,9 \| Peninsula \| 213 m ü. M. \| \| \| \| Cuyahoga River (64 m) \| \| \| \| \| Furnace Run (19 m) \| \| \| \| 27,3 \| Indigo Lake \| Indigo Lake \| \| \| \| Yellow Creek \| \| \| \| 32,1 \| Botzum \| 230 m ü. M. \| \| \| \| Sand Run \| \| \| \| \| Memorial Parkway (19 m) \| \| \| \| \| Ohio & Erie Canal (95 m) \| \| \| \| \| North Howard Street (23 m) \| \| \| \| 42,6 \| Akron Northside \| 270 m ü. M. \| \| \| \| All American Bridge \| \| \| \| \| Ende der Cuyahoga Valley Scenic Railroad \| \| \| \| \| Strecke Richtung North Arlington \| \| \| \| \| \| \| \| Quellen: [1][2][3] \| \| \| \| |                      |                                            |                                            |
| |                      | CSX Willow Industrial Track                |                                            |
| Strecke |                      | nach West Cleveland                        | nach West Cleveland                        |
| Wechsel des Eisenbahninfrastrukturunternehmens |                      | Beginn der Cuyahoga Valley Scenic Railroad | Beginn der Cuyahoga Valley Scenic Railroad |
| Bahnhof | 0,0                  | Rockside                                   | 185 m ü. M.                                |
| Brücke |                      |                                            |                                            |
| Bahnhof | 2,8                  | Canal Exploration Center                   | Canal Exploration Center                   |
| Strecke mit Straßenbrücke |                      | East Pleasent Valley Road                  | East Pleasent Valley Road                  |
| Dienststation / Betriebs- oder Güterbahnhof |                      | Fitzwater Road Depot                       | Fitzwater Road Depot                       |
| Strecke mit Straßenbrücke |                      | Brecksville-Northfield Hochbrücke          | Brecksville-Northfield Hochbrücke          |
| Bahnhof | 10,0                 | Brecksville                                | 195 m ü. M.                                |
| Brücke über Wasserlauf |                      | Chippewa Creek (35 m)                      | Chippewa Creek (35 m)                      |
| Dienststation / Betriebs- oder Güterbahnhof |                      | Vaughn Ausweichstelle                      | Vaughn Ausweichstelle                      |
| Bahnhof | 16,8                 | Boston Mill                                | 205 m ü. M.                                |
| Strecke mit Straßenbrücke |                      | U. S. Route 271                            | U. S. Route 271                            |
| Strecke mit Straßenbrücke |                      | 80 Ohio Turnpike                           | 80 Ohio Turnpike                           |
| Brücke über Wasserlauf |                      | Cuyahoga River (55 m)                      | Cuyahoga River (55 m)                      |
| Brücke |                      | Ohio-Erie-Kanal Towapath Trail             | Ohio-Erie-Kanal Towapath Trail             |
| Bahnhof | 20,9                 | Peninsula                                  | 213 m ü. M.                                |
| Brücke über Wasserlauf |                      | Cuyahoga River (64 m)                      | Cuyahoga River (64 m)                      |
| Brücke über Wasserlauf |                      | Furnace Run (19 m)                         | Furnace Run (19 m)                         |
| Haltepunkt / Haltestelle | 27,3                 | Indigo Lake                                | Indigo Lake                                |
| Brücke über Wasserlauf |                      | Yellow Creek                               | Yellow Creek                               |
| Haltepunkt / Haltestelle | 32,1                 | Botzum                                     | 230 m ü. M.                                |
| Brücke über Wasserlauf |                      | Sand Run                                   | Sand Run                                   |
| Brücke |                      | Memorial Parkway (19 m)                    | Memorial Parkway (19 m)                    |
| Brücke über Wasserlauf |                      | Ohio & Erie Canal (95 m)                   | Ohio & Erie Canal (95 m)                   |
| Brücke |                      | North Howard Street (23 m)                 | North Howard Street (23 m)                 |
| Bahnhof | 42,6                 | Akron Northside                            | 270 m ü. M.                                |
| Strecke mit Straßenbrücke |                      | All American Bridge                        | All American Bridge                        |
| Wechsel des Eisenbahninfrastrukturunternehmens |                      | Ende der Cuyahoga Valley Scenic Railroad   | Ende der Cuyahoga Valley Scenic Railroad   |
| Strecke |                      | Strecke Richtung North Arlington           | Strecke Richtung North Arlington           |
| |                      |                                            |                                            |
| Quellen: |                      |                                            |                                            |

Die Cuyahoga Valley Scenic Railroad (CVSR) ist eine US-amerikanische Museumsbahn, die als gemeinnützige Organisation in Partnerschaft mit dem Cuyahoga-Valley-Nationalpark tätig ist. Der Sitz ist in Penninsula (Ohio). Sie betreibt Ausflugszüge mit historischen Fahrzeugen auf 43 Kilometern Strecke der ehemaligen Cuyahoga Valley Railway von Akron Northside nach Rockside.

## Geschichte
Die Cuyahoga Valley Railway (VR) wurde am 21. August 1871 gegründet, um Cleveland und Akron mit den Kohleminen im Stark- und Tuscarawas County zu verbinden. Bis August 1873 konnten zwei Drittel der Strecke fertig gestellt werden. Die Finanzkrise im selben Jahr verzögerte die Bauarbeiten und so konnten die 92 Kilometer von Cleveland nach Canton (Ohio) erst am 27. Oktober 1879 vollendet werden. Der reguläre Betrieb wurde dann am 2. Februar 1880 aufgenommen.
Die VR setzte den Bahnbau über Canton als südlichem Endpunkt der Strecke bis Bowerston fort, das 1884 erreicht wurde. So kam eine Verbindung mit der Wheeling and Lake Erie Railway nach Wheeling (West Virginia) zustande. Diese hatte wiederum Kontakt zur Baltimore and Ohio Railroad und Pennsylvania Railroad. Die Cuyahoga Valley Railway erreichte 1888 eine Gesamtlänge von 120 Kilometern und transportierte große Mengen Kohle.

### Übernahme durch die Baltimore and Ohio Railroad
Die B&O erwarb Ende 1889 die Aktienmehrheit an der VR, trotzdem blieb sie ein separates Unternehmen. Erst nach dem Konkurs der VR am 3. Oktober 1895 wurde sie als Cleveland, Terminal and Valley Railway reorganisiert und die B&O übernahm im Juni 1909 die Verwaltung der Bahn. Während der gesamten B&O-Ära betrieb die CT&V Güterverkehr. Der Personenverkehr fiel hingegen früh dem Automobilverkehr zum Opfer. Am 18. Juli 1933 wurden zuerst die durchgehenden Züge nach Marietta (Ohio) eingestellt. Der „Cleveland Night Express“ fuhr als letzter Personenzug am 3. Januar 1963.

### Übernahme durch die Chesapeake and Ohio Railroad
In den Jahren nach dem Zweiten Weltkrieg geriet die B&O wegen steigender Kosten, strengerer Gesetze und der Konkurrenz durch Autobahnen, Fluggesellschaften und andere Bahngesellschaften selbst in finanzielle Schwierigkeiten. Infolgedessen wurde sie am 4. Februar 1963 von der Chesapeake and Ohio Railroad aufgekauft. Die ehemalige CT&V verzeichnete danach einen allgemeinen Geschäftsrückgang.

### Übernahme durch Chessie System
Ab 1972 fügte der neue Eigentümer Chessie System die C&O, B&O und Western Maryland Railway unter einer einzigen Holdinggesellschaft zusammen. In den 1980er Jahren war der „Pittsburgh-Cleveland-Kohle-Zug“ die letzte Transportleistung der CT&V und verkehrte drei- bis viermal pro Woche. Da die Linie durch den Cuyahoga-Valley-Nationalpark verlief, fragte das Cuyahoga Valley County Fair Board bereits 1967 bei der B&O an, Ausflugszüge zur Hale Farm (einem Museum) zu veranstalten.

### Die Cuyahoga Valley Line
Die Bahn zeigte jedoch kein Interesse und so wurde 1972 die Cuyahoga Valley Preservation & Scenic Railway Association als gemeinnützige Organisation gegründet. Sie wollte die Züge nun selber finanzieren und betreiben. Ab Juni 1975 begann sie als Cuyahoga Valley Line Dampfzüge an Wochenenden zu führen. Die erste Lokomotive war die ALCo 2-8-2 Nr. 4070 der Grand Trunk Western Railroad, von 1918. Zusammen mit einigen historischen Personenwagen war sie im Besitz der Midwest Railway Historical Foundation. In der ersten Saison fuhren 7.000 Gäste von „Cleveland Zoo“ zur „Hale Farm“. Die Fahrten wurden 1977 bis nach Akron verlängert. Obwohl in den ersten fünf Jahren 90.000 Passagieren die Bahn nutzten, konnte kein Gewinn erzielt werden. Chessie System erlaubte jedoch weiterhin die Nutzung der Strecke bis in die frühen 1980er Jahre und stellte sogar das Zugpersonal. Im Dezember 1984 wurden die 42 Kilometer Strecke durch den Nationalpark offiziell aufgegeben. Für ein weiteres Jahr wurden die Ausflüge dann noch fortgesetzt. Ab 1986 stoppte Chessie System aber alle Züge unter Berufung auf Haftungsbedenken. Daraufhin trafen die CVL und die Bundesregierung eine Vereinbarung und Präsident Ronald Reagan unterzeichnete am 6. November 1986 ein Gesetz, dass den Nationalpark ermächtigte die Bahnstrecke für 2,5 Millionen US-Dollar zu erwerben. Der Kauf konnte 1987 abgeschlossen werden. Die CVL erwarb daraufhin 1988 ihre erste Diesellokomotive und schloss 1989 einen Kooperationsvertrag mit dem Cuyahoga-Valley-Nationalpark.

### Betrieb mit eigenen Fahrzeugen
Im März 1991 beendete die Cuyahoga Valley Line ihre Zusammenarbeit mit der Midwest Railway Historical Foundation und begann damit die Züge mit ihren eigenen Fahrzeugen zu betreiben. Im Laufe der Jahre erweiterte die Bahn ihre Dienstleistungen und veranstaltete das ganze Jahr über Sonderfahrten. Es wurden auch mehrere Haltestellen entlang der Route eröffnet. Darunter die „Pro Football Hall of Fame“, der „Akron Zoo“, die „Hall Farm and Village“ und die „Stan Hywet Hall & Gardens“. Wegen der hohen Nachfrage wurde im September 1989 damit begonnen, auch Züge unter der Woche zu führen. Im Jahr 1990 erreichte die Fahrgastzahl 20.000 Personen.

### Namensänderung in Cuyahoga Valley Scenic Railroad
Im Jahr 1994 änderte die CVL ihren Namen dann in Cuyahoga Valley Scenic Railroad (CVSR). Der Zugverkehr wurde 1995 auf fünf Tage pro Woche während der Sommermonate ausgeweitet. In der Nebensaison wurde weiter nur an Wochenenden gefahren. Die CVSR arbeitete in den nächsten Jahren daran die Attraktivität zu steigern und so konnte sie im Jahr 2000 mehr als 100.000 Fahrgäste verzeichnen. Im Juni 2003 wurden weitere 40 Kilometer von Akron nach Canton hinzugefügt, denn die Akron Metro RTA erlaubte der CVSR, ihre Strecke zu befahren. Die CVSR wollte mit ihren Ausflugszügen auch gerne bis in die Innenstadt von Cleveland fahren, dies erlaubte der Eigentümer CSX Transportation jedoch nicht. 2007 wurden die Fahrtage von Mittwoch bis Sonntag ausgeweitet und so stieg die Zahl 2008 auf 153.000 und aktuell sind es mehr als 200.000 Passagiere pro Jahr. Im Jahr 2016 startete die CVSR eine erfolgreiche Kampagne zur Kapitalerhöhung, zum Ausbau der Strecke und Anschaffung weiterer Fahrzeuge. Daraufhin konnten 2018 vier historische Personenwagen des California Zephyr erworben werden. Mit finanzieller Unterstützung der Bundesregierung konnte schließlich die Infrastruktur verbessert werden und die Streckengeschwindigkeiten von 40 km/h erreicht werden.

## Bilder

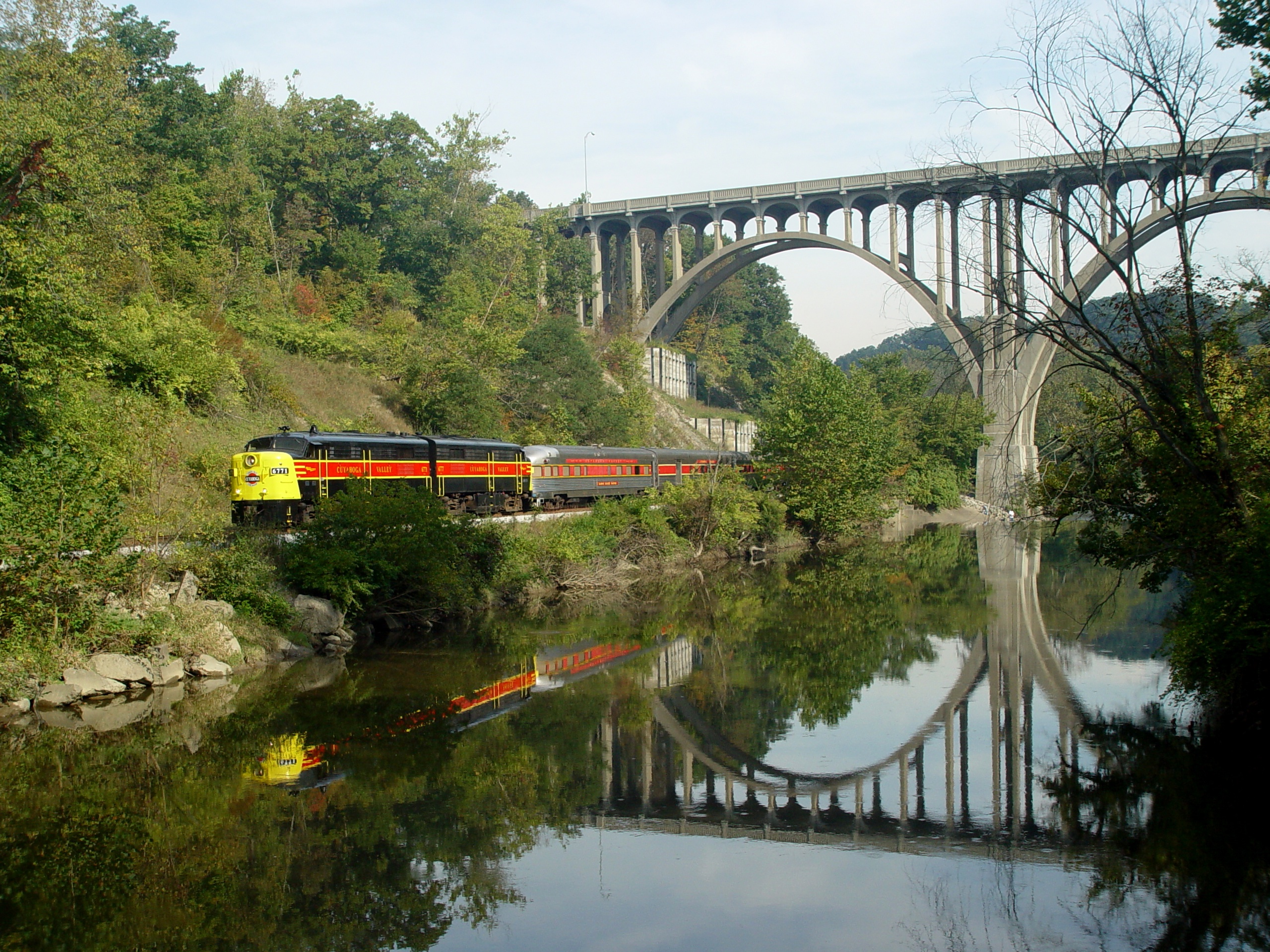
Ein Zug unterhalb der Brecksville-Northfield High Bridge, 1995
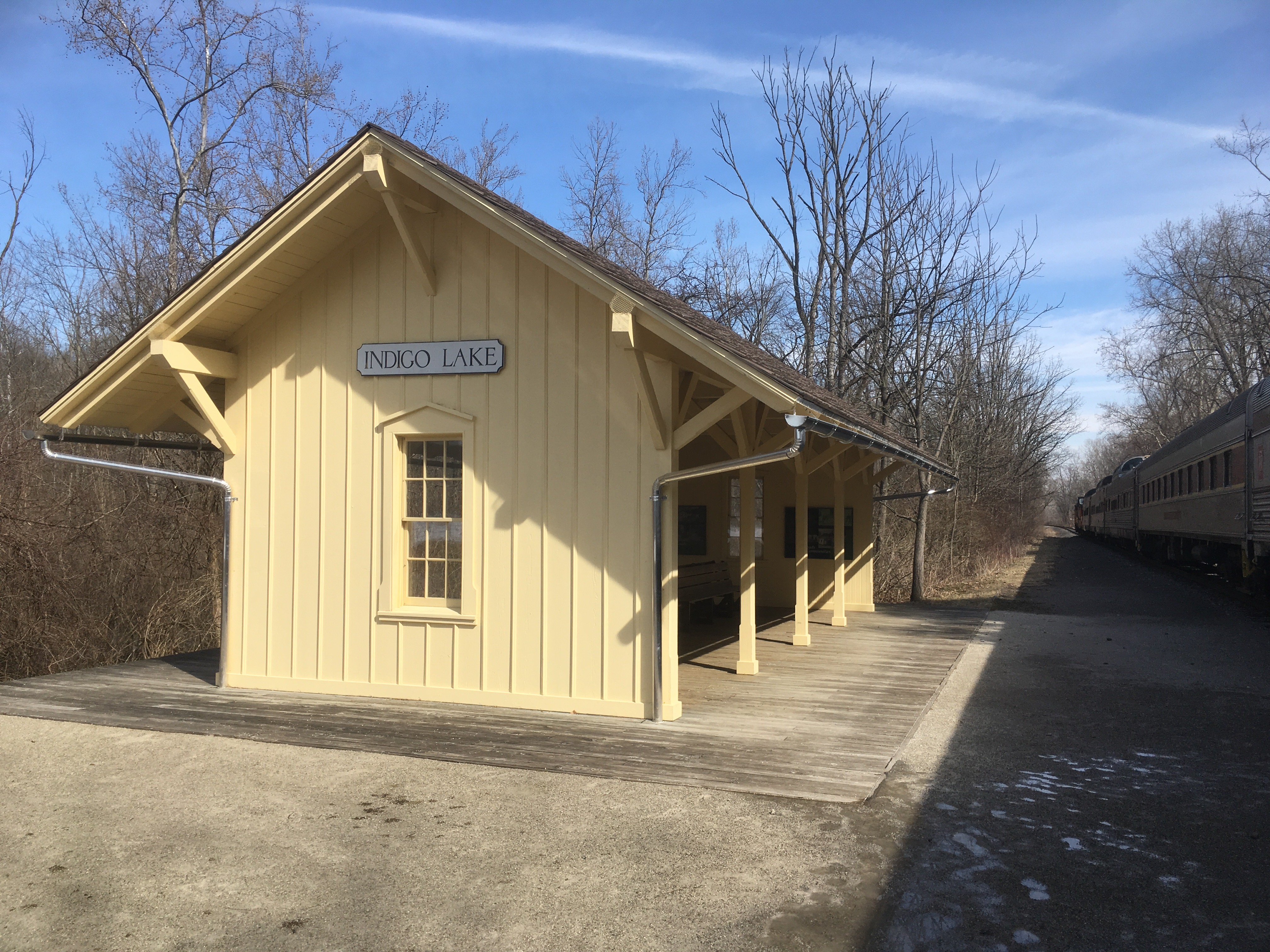
Die Bahnstation Indigo Lake, März 2019
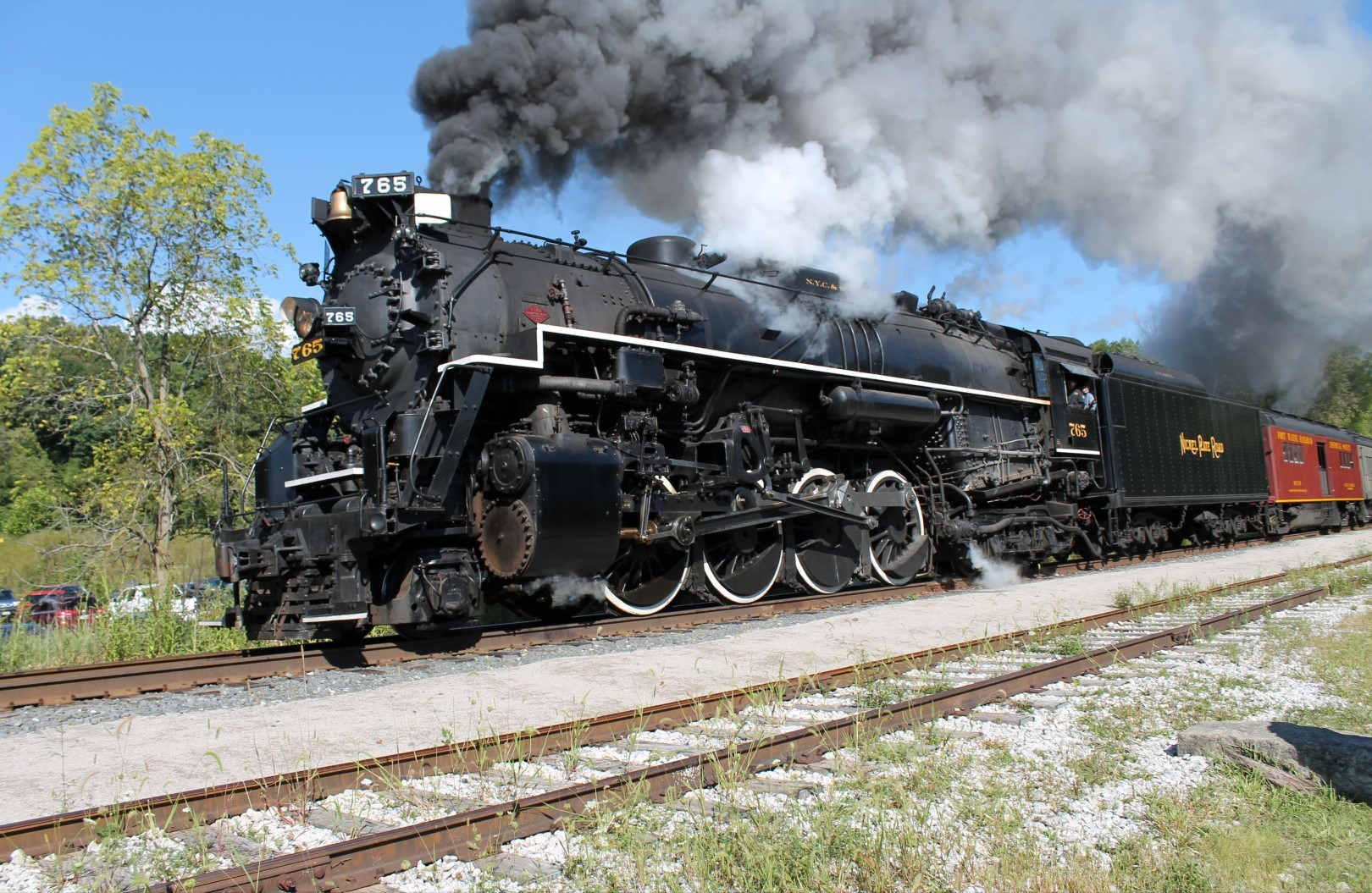
Dampflok Nr. 765 im Bahnhof Brecksville, Juli 2014
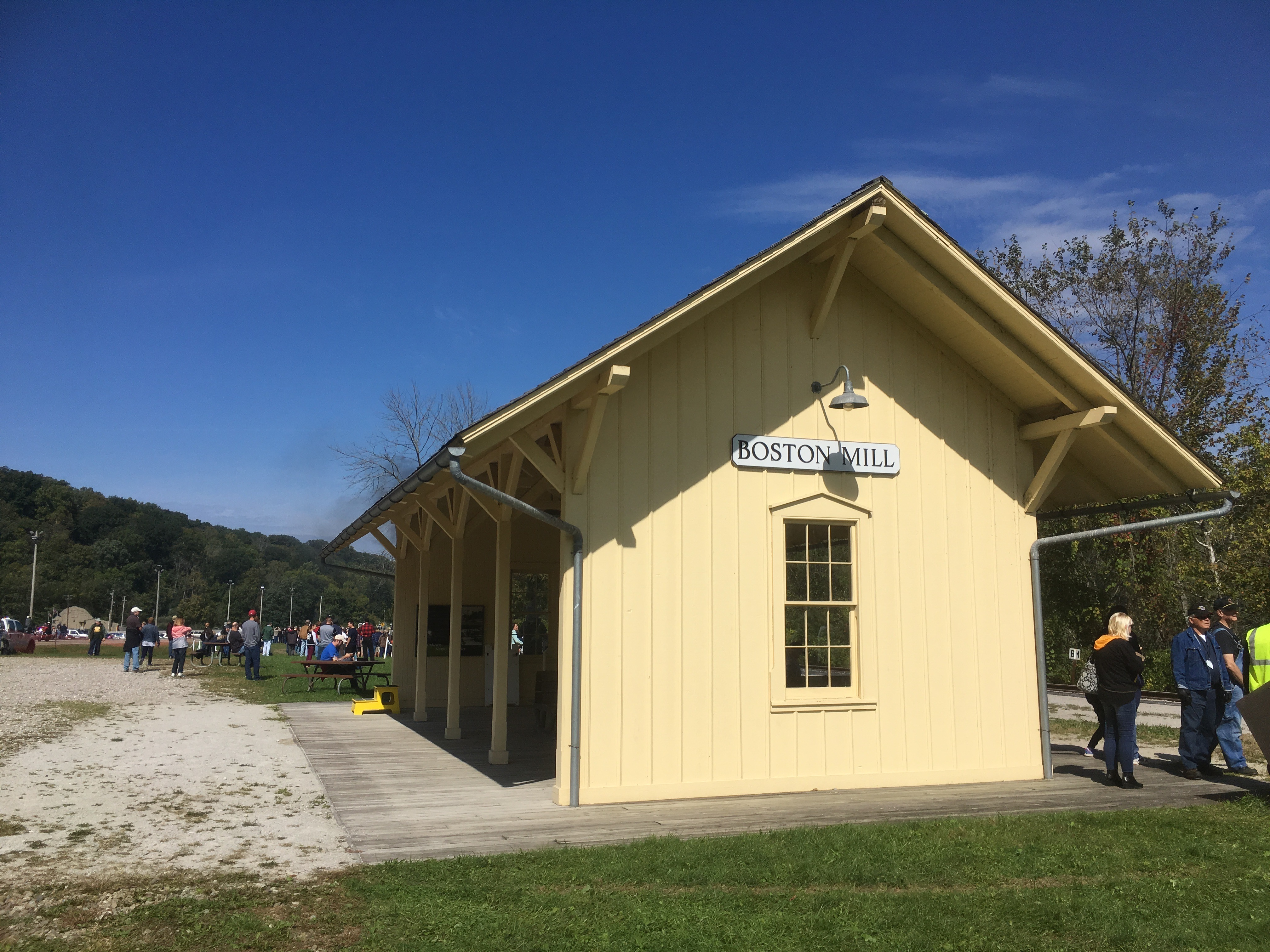
Die Bahnstation Boston Mill, September 2018
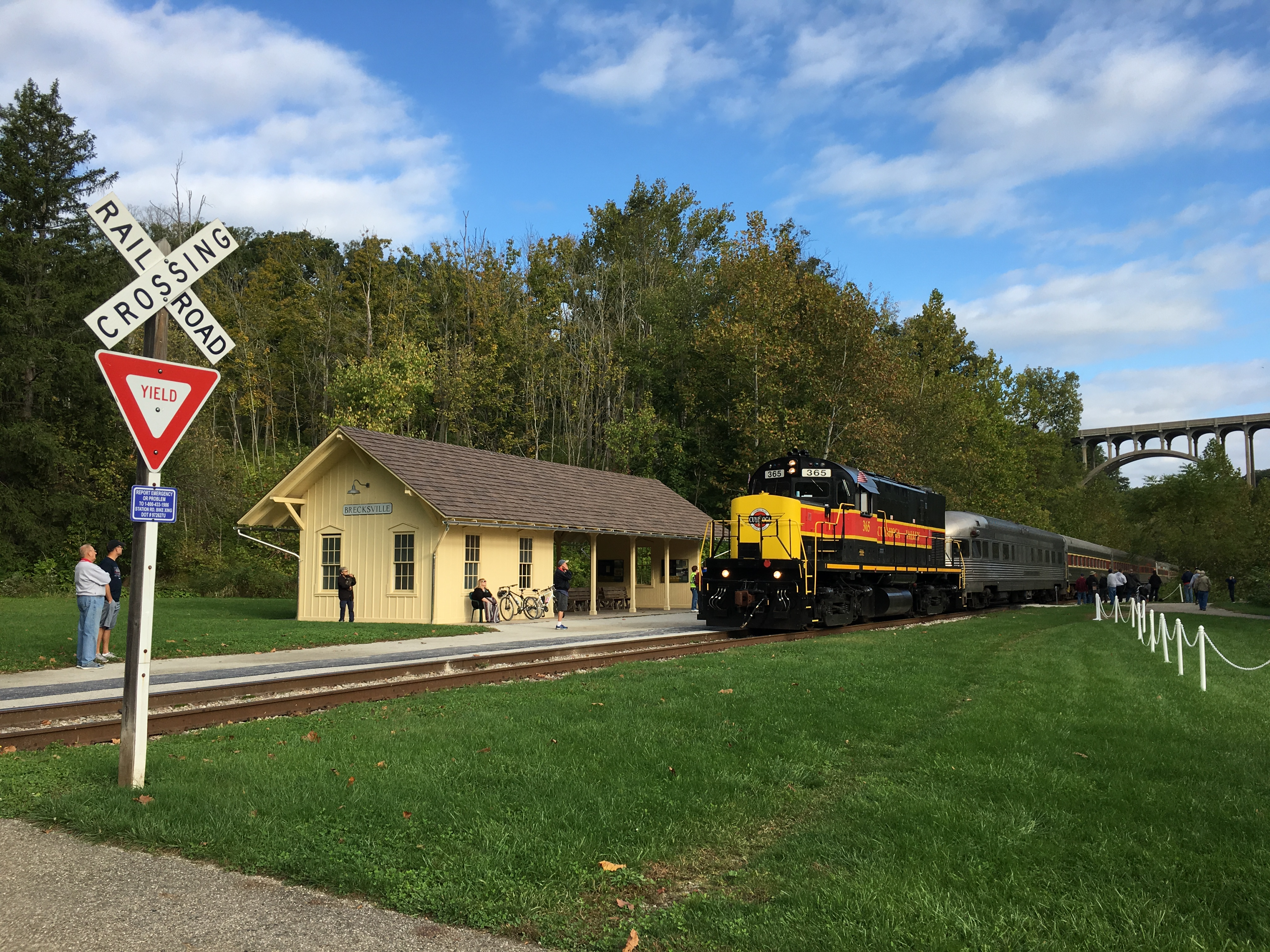
Lok Nr. 365 im Bahnhof von Brecksville, September 2018

## Betrieb
Die CVSR befährt mit ihren Ausflugszügen die 42 Kilometer lange Strecke durch den Nationalpark zwischen Akron Northside und Rockside. Im Bereich zwischen Akron und Canton verkehren auch Güterzüge. Die Zielsetzung der CVSR ist die Erhaltung und Restaurierung von historischen Fahrzeugen.

### Ausflugszüge
- Christmas Caboose Ride – Weihnachtsfahrt im Zugbegleitwagen
- Christmas Cocktails – Zug mit weihnachtlichen Cocktails
- Dinner to the North Pole – Weihnachtszug mit Dinner
- North Pole Adventure™ - Weihnachtszug mit Elfen
- Veterans Day Train – Zug für Kriegsveteranen Militärangehörige
- The Cleveland Dinner & Event Train – Dinner-Zug
- Ales on Railes™ - Bier-Zug
- Dinner on the Train – Dinner-Zug
- Grape Escape – Wein-Zug
- Murder Mystery – Zug mit Schauspielern
- Night Ride – Nachtzug[6]

## Fahrzeuge
| Lokomotiven       |                             |        |              |         | |      |
| Betriebs-Nr.      | Hersteller                  | Modell | Seriennummer | Baujahr | Bemerkung | Bild |
| Diesellokomotiven |                             |        |              |         | |      |
| 365               | American Locomotive Company | C420   | 3418-15      | 6.1965  | Ehem. Seaboard Air Line Railroad Nr. 124, ehem. Louisville and Nashville Railroad Nr. 1365, ehem. Seaboard Coast Line Railroad Nr. 1226, ehem. Indiana Hi-Rail Corporation Nr. 365. |      |
| 800               | Montreal Locomotive Works   | FPA-4  | 83158        | 3.1959  | Ehem. Baltimore and Ohio Railroad Nr. 800, Canadian National Railway/VIA Rail Canada Nr. 6780.                                                                                      |      |
| 1822              | Montreal Locomotive Works   | RS-18u | 82460        | 5.1958  | Ehem. Canadian Pacific Railway 1822/8779, umgebaut 9.1984. |      |
| 4241              | Montreal Locomotive Works   | C424   | M3436-09     | 1966    | Ehem. Canadian Pacific Railway 4241, ehem. Quebec Gattineau Railway 4241, ehem. Buffalo Southern Railroad 4241.                                                                     |      |
| 6771              | Montreal Locomotive Works   | FPA-4  | 83149        | 1.1959  | Ehem. Canadian National Railway/VIA Rail Canada Nr. 6771, ehem. Nr. 15 der CVSR. |      |
| 6777              | Montreal Locomotive Works   | FPA-4  | 83155        | 1959    | Ehem. Canadian National Railway/VIA Rail Canada Nr. 6777, ehem. Nr. 14 der CVSR. |      |
| 6780              | Montreal Locomotive Works   | FPA-4  | 83158        | 3.1959  | Ehem. Canadian National Railway Nr. 6780. |      |
| 1420              | Electro-Motive Diesel       | GP15-1 |              | 11.1979 | Von Larry’s Truck & Electric geleast. |      |
| Dieseltriebwagen  |                             |        |              |         | |      |
| M-3               | Budd Rail Diesel Car        | RDC1   | 5107         | 10.1950 | Ehem. Central Railroad of New Jersey Nr. 560, ehem. New York, Susquehanna and Western Railway Nr. M-3.                                                                              |      |
| [ 7 ] [ 8 ] [ 9 ] |                             |        |              |         | |      |